# 다이아몬드 릴
《다이아몬드 릴》(She Done Him Wrong)은 미국에서 제작된 로웰 셔먼 감독의 1933년 프리코드 코미디, 드라마 영화이다. 케리 그랜트 등이 주연으로 출연하였고 윌리엄 러배런 등이 제작에 참여하였다.
이 영화는 오늘날 아카데미 작품상으로 알려져 있는 아웃스탠딩 프로덕션 부문에 후보로 지명되었다. 66분 길이로 지금까지 영예를 얻은 영화들 가운데 가장 길이가 짧은 영화이다.
1996년 미국 의회도서관에 등재되었으며, 2000년 미국 영화 연구소가 선정한 역대 코미디 영화 중 75위를 기록했다.
"Why don't you come up sometime and see me?(언제 나 좀 보러올래요?)"라는 대사가 오늘날에도 유명하다.

## 줄거리
1890년대 뉴욕에서 품행이 좋지 않은 여자가 승승장구한다는 내용이다. 술집 가수 루의 후원자는 오로지 루에게 다이아몬드를 바치기 위해 매춘업을 굴리고 위조지폐를 제작하고 젊은 여성들을 샌프란시스코에 보내 소매치기를 시킨다. 이때 루 앞에 연방 수사관이 신분을 위장하고 나타난다. 

## 출연

### 주연
- 캐리 그랜트

### 조연
- 길버트 롤랜드
- 노아 비리
- 데이비드 랜도
- 라파엘라 오티아노
- 드웨이 로빈슨
- 로셸 허드슨
- 태머니 영
- 퍼지 나이트
- 로버트 호먼스
- 루이스 비버스

## 기타
- 미술: 로버트 어셔
- 의상: 이디스 헤드